# Centre de Flacq
Centre de Flacq är en distriktshuvudort i Mauritius.   Den ligger i distriktet Flacq, i den centrala delen av landet, 23 km öster om huvudstaden Port Louis. Centre de Flacq ligger 53 meter över havet och antalet invånare är 17 710. Den ligger på ön Mauritius.
Terrängen runt Centre de Flacq är platt åt nordost, men åt sydväst är den kuperad. Runt Centre de Flacq är det tätbefolkat, med 530 invånare per kvadratkilometer. Närmaste större samhälle är Goodlands, 18,7 km norr om Centre de Flacq. Omgivningarna runt Centre de Flacq är en mosaik av jordbruksmark och naturlig växtlighet.